# Просторни план Републике Србије
Просторни план Републике Србије (ППРС) је документ просторног планирања који се доноси за територију читаве државе. Остали плански документи (регионални просторни план, просторни план подручја посебне намене, просторни план јединице локалне самоуправе и урбанистички планови) морају бити у складу са Просторним планом Републике Србије. ППРС се доноси за период од најмање 10, а највише 25 година. Просторни план Републике Србије усваја Народна скупштина као саставни део Закона о ППРС.

## Први Просторни план Републике Србије
Први Просторни план Републике Србије је донет 1996. године за период до 2010. године. Његова израда почела је 1968. године на основу одлуке Скупштине Социјалистичке Републике Србије, тако да је израда овог првог просторног плана републике трајала скоро 30 година. Овај дуги временски период израде плана указује и на детаљност анализе која је извршена да би се добио квалитетан плански документ. За време израде објављена су два фазна документа под називом Елемент I и Елемент II.
Просторни план Републике Србије из 1996. године се састојао из две књиге са следећим садржајем:
Књига 1 - Циљеви, планска решења и примена плана
- циљеви и основне поставке Просторног плана Републике Србије
- коришћење и заштита природних ресурса
- становништво, насеља, делатности и регионална подела
- саобраћај и везе
- туризам и заштита животне средине, природне и културне баштине
- биланси коришћења простора и карте просторног плана
- примена и спровођење просторног плана

Књига 2 - Планска и аналитичко-документациона основа:
- циљеви и планска решења са објашњењима, образложење приступа и концепција планских решења
- основни налази из аналитичко документационе грађе ппрс и документационе карте
- подаци о радном тиму и институцијама ангажованим у изради ППРС

ППРС из 1996. је садржао 19 тематских карата (аналитичког карактера) и 4 рефералне карте (синтезног карактера). Закон о Просторном плану Републике Србије проглашен је 19. марта 1996. године. Законом о планирању и изградњи из 2003. године укинут је просторни план републике као врста планског документа, а уместо њега уведена је Стратегија просторног развоја Србије. Као припрема за израду Стратегије урађен је документ о реализацији ППРС-а као евалуација плана из 1996. и оцена његове имплементације.

## Други Просторни план Републике Србије
У Уставу Републике Србије из 2006. се у члановима 99. и 105. спомиње просторни план Републике. Законом о планирању и изградњи од 31. августа 2009. године је поново враћен просторни план републике као врста планског документа. Одлуку о изради новог Просторног плана Републике Србије донела је Влада 30. новембра 2009. године, на предлог Министарства животне средине и просторног планирања за период од 2010. до 2021. године са стратешким приоритетима до 2014. године. Нацрт Просторног плана Републике Србије је био од 30. априла до 31. маја 2010. године на јавном увиду, а 4. јуна 2010. године одржана је свечана презентација Нацрта Просторног плана Републике Србије у Сава центру у Београду. Влада Републике Србије усвојила је на седници одржаној 15. јула 2010. године Предлог закона о просторном плану Републике Србије, плански период је промењен до 2020. године ради усклађивања са осталим програмским приоритетима републике. Просторни план Републике Србије 2010-2014-2020. је усвојен на седници Народне скупштине 23. новембра 2010. године у облику закона и ступио је на снагу 1. децембра 2010.
Просторни план Републике Србије из 2010. године има следећи садржај:
- визија, принципи и циљеви просторног развоја Републике Србије
- регионални развој
- природа, еколошки развој и заштита
- становништво, насеља и социјални развој
- одрживи развој економије, транспорта и инфраструктуре
- просторна интеграција Србије у шире окружење
- индикатори и кључни приоритети просторног развоја

ППРС из 2010. садржи 31 аналитичку тематску карту и 5 синтезних рефералних карата. Да би се обезбедило остваривање ППРС-а предвиђена је израда посебног документа које се зове Програм имплементације Просторног плана Републике Србије и израђује се у року од годину дана након усвајања плана за период од пет година. Влада Републике Србије је 1. децембра 2011. усвојила Програм имплементације Просторног плана Републике Србије за период од 2011. до 2015. године. Влада Републике Србије је 7. децембра 2016. усвојила Програм имплементације Просторног плана Републике Србије за период од 2016. до 2020. године. За потребе праћења остварвања Просторног плана Републике Србије израђени су извештаји о остваривању просторног плана и стању у простору за 2011, 2012, 2013, 2014, 2016. и 2018. годину.

## Трећи Просторни план Републике Србије
Одлуку о изради Просторног плана Републике Србије за период од 2021. до 2035. године усвојила је Влада Републике Србије 2019. године. Рани јавни увид за Просторни план Републике Србије спроведен је од 2. до 16. марта 2020. године, а јавни увид у нацрт Просторног плана Републике Србије спроведен је од 5. априла до 5. маја 2021. године.